# Torfhaus (Nedersaksen)
Torfhaus is een plaats in de gemeente Altenau, Nedersaksen. Het is de hoogste nederzetting van Nedersaksen en is gelegen in het Nationaal Park Harz. Torfhaus bestaat voornamelijk uit skihutten, herbergen en grote parkeerplaatsen.
De plaats is bereikbaar via Bundesstraße 4.